# Odontomyia angulata
Odontomyia angulata är en tvåvingeart som först beskrevs av Georg Wolfgang Franz Panzer 1798.  Odontomyia angulata ingår i släktet Odontomyia och familjen vapenflugor. Enligt den finländska rödlistan är arten otillräckligt studerad i Finland. Arten är reproducerande i Sverige. Artens livsmiljö är små tjärnar och gölar (även flarkar). Inga underarter finns listade i Catalogue of Life.